# Храбрым судьба помогает
«Храбрым судьба помогает» (лат. Fortis fortuna adiuvat; лат. Fortes fortuna adiuvat), также «судьба помогает смелым», — латинская поговорка, в этой или подобной форме встречающаяся у классических писателей. По мнению латинского писателя Клавдиана, основная мысль этой поговорки принадлежит ещё греческому поэту Симониду (V век до н. э.).

## Примеры употребления
- У Теренция в комедии «Формион» («Phormio» 1, 4);
- у Цицерона в трактате «Тускуланские беседы», посвящённом Бруту («Tusculanae» 2, 4, 11);
- у Ливия в «Истории от основания города» («Ab Urbe Cond.», XXXIV, 37);
- возможно, была произнесена Плинием Старшим, когда он собирался наблюдать извержение Везувия (79), во время которого потерял жизнь (о чём пишет Плиний Младший, «Epistulae», VI, 16).

## Другие формы употребления
Часто эта поговорка употребляется и в форме «Audacem (или Audentes) fortuna juvat», в частности у Вергилия (Aen. X, v. 284). Эта форма имеет менее оригинальный характер, потому что в ней пропадает чаще встречающаяся в народных изречениях как древних веков, так и нового времени аллитерация (Fort-es — fort-una).
Соответствующая этой поговорке русская звучит как: «Смелым Бог владеет». Подобно этому, и Шиллер в своём «Вильгельме Телле» (акт I, сцена 2) говорит: «нем. Dem Mutigen hilft Gott» («Храброму/мужественному помогает Бог»).
Крылатое выражение Fortis fortuna adiuvat исторически используется в качестве девиза различных армий в Англосфере. В частности, используется до настоящего времени в армии США и на гербах отдельных семей и кланов.

## Употребление в кинематографе и видеоиграх
Список кино- и телефильмов, а также мультфильмов, сериалов и видеоигр, в которых так или иначе присутствует фраза:
- Star Trek: Deep Space Nine (1993—1999) эпизод «Цена доблести»: «Фортуна любит смелых» — Капитан Бенджамин Сиско.
- Основатель (2016) — 1 час 26 минута 50 секунда. Джоан Смит произносит Рею Кроку «Удача благоволит смелым» (c англ. "Fortune favors the bold").
- Сериал «Баффи, истребительница вампиров» (1997—2003): «Удача благоволит храбрым» — Баффи Саммерс.
- Видеоигра «StarCraft II: Wings of Liberty», фразу повторяет один из юнитов Терранов - Викинг.
- Серия фильмов Джон Уик — надпись Fortis fortuna adiuvat вытатуирована на спине Джона Уика (видна в сцене в душе в первой части фильма и в сцене переодевания костюма во второй).
- Александр, фильм 2004 года — титры в начале фильма.
- Сериал «И снова здравствуйте!», сезон 1, эпизод 1: «Смелым помогает судьба» – Анатолий Владимирович говорит Борису, а затем Борис цитирует Марине.
- Видеоигра Kingdom Come: Deliverance II: Audentes fortuna juvat – излюбленная фраза одного из главных героев – Яна Птачека. Его актёр также сделал тату с этой поговоркой.